# Pozdišovce
Pozdišovce é um município da Eslováquia, situado no distrito de Michalovce, na região de Košice. Tem 18,05 km² de área e sua população em 2018 foi estimada em 1.317 habitantes.

## Demografia
| Ano:        | 1994 | 2004   | 2014   | 2024   |
| ----------- | ---- | ------ | ------ | ------ |
| Broj ljudi: | 1183 | 1227   | 1289   | 1307   |
| Razlika:    |      | +3,71% | +5,05% | +1,39% |

| Ano:               | 2023 | 2024   |
| ------------------ | ---- | ------ |
| Número de pessoas: | 1312 | 1307   |
| Diferença:         |      | -0,38% |